# エレミヤの手紙
『エレミヤの手紙』（エレミヤのてがみ）とは、ユダヤ教とプロテスタント諸派では外典として扱い、カトリック教会と正教会では旧約聖書に含めている書物の1つである。ウルガタや欽定訳聖書では『バルク書』の第6章とされている。
散文体で書かれており、クムラン洞窟でギリシア語の断片が見つかっていることから、遅くとも1世紀には成立していたと考えられる。
序によるとこの手紙の著者はエレミヤだが、ヒエロニムスはその可能性を否定している。後世の執筆者によるものだというのが通説である。

## 内容
バビロンへ拉致されることになった民への手紙という形式を取っており、偶像礼拝の愚かさ、無力さを一貫して指摘している。
偶像は生命を持たず、歩けず、喋れず、何も感じず、と無能さを列挙した上で、それを畏れる者もまた嘲られるというのが主題である。